# Vaux-et-Borset
Vaux-et-Borset is een deelgemeente van de Belgische gemeente Villers-le-Bouillet. Borset ligt net iets ten oosten van Vaux. Vaux-et-Borset ligt in de provincie Luik en was tot 1 januari 1977 een zelfstandige gemeente.
In Vaux bevindt zich de kerk terwijl in Borset een kasteel is te vinden.

## Bezienswaardigheden
- De Sint-Niklaaskerk (Église Saint-Nicolas) werd midden 19e eeuw te Vaux gebouwd.
- De Tumulus van Vaux
- Het Kasteel van Borset

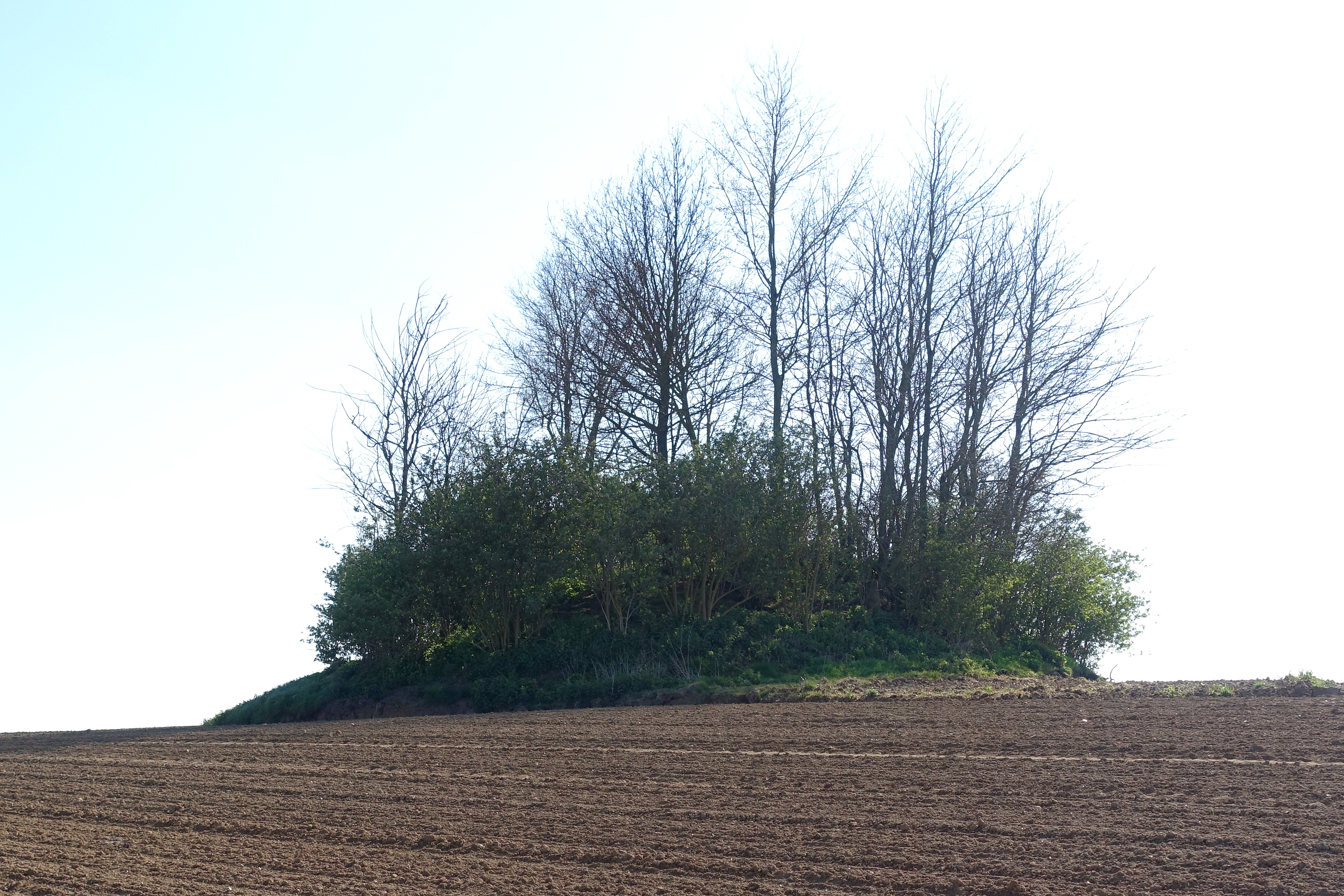
Tumulus van Vaux
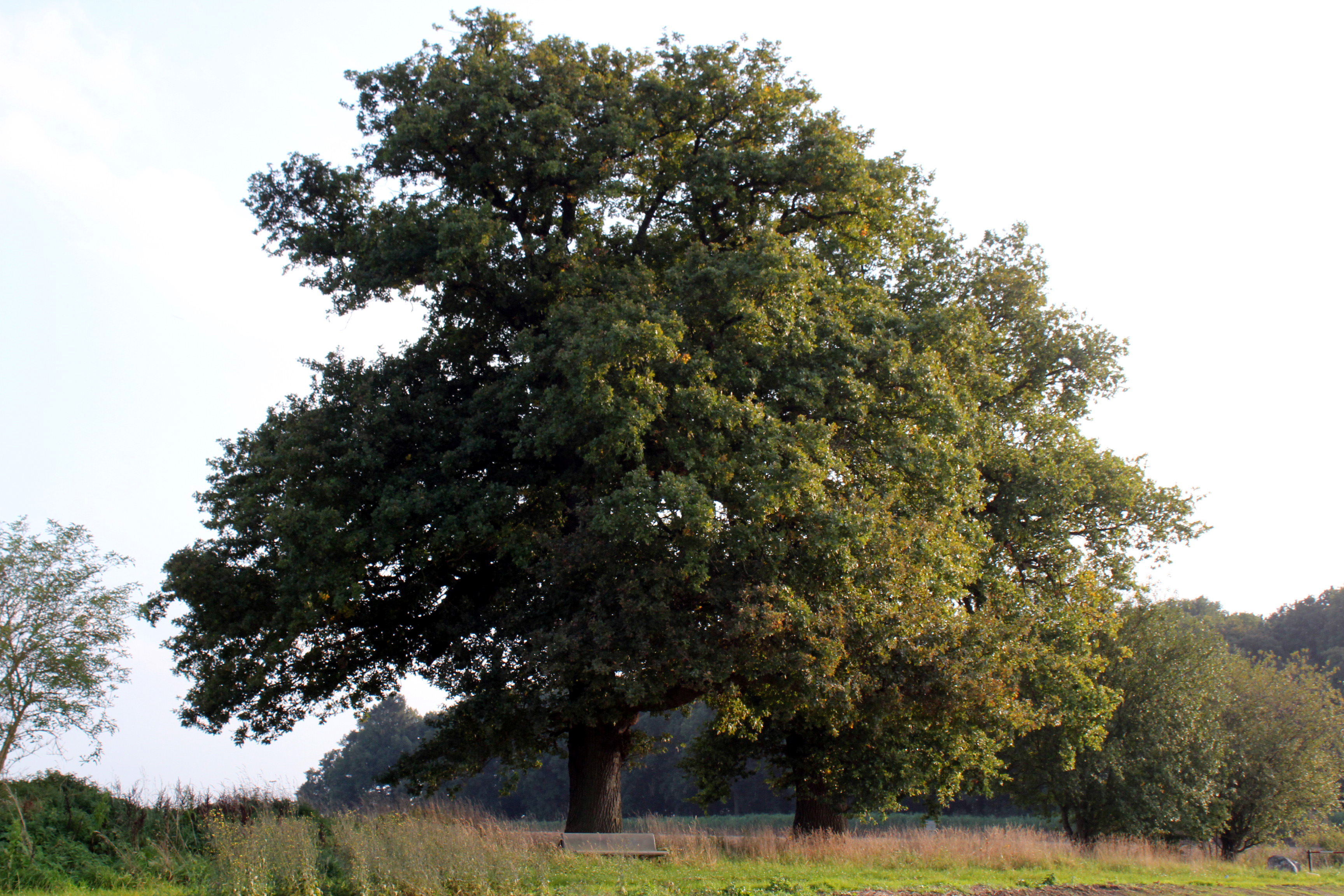
Een opmerkelijke olm
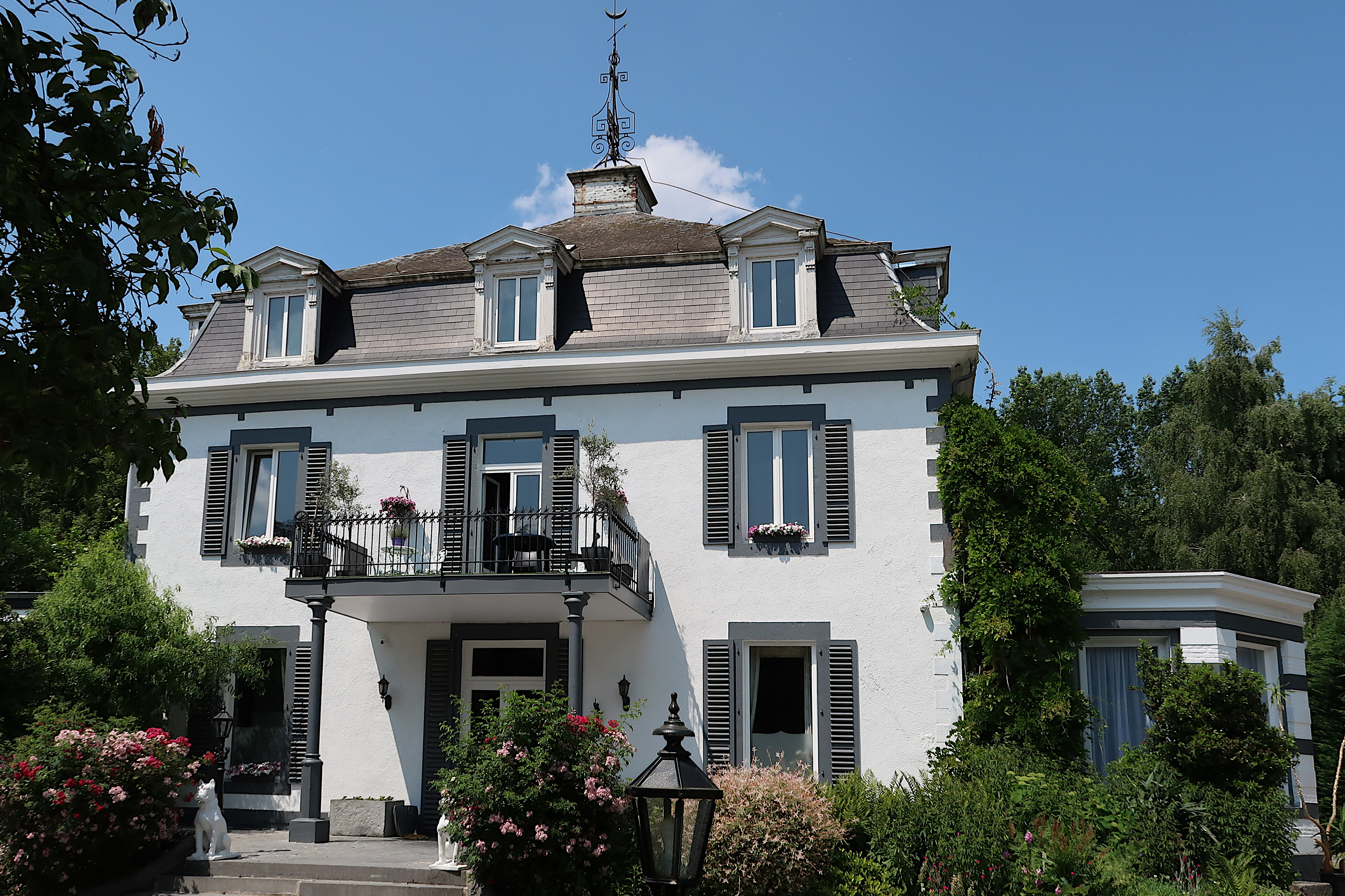
Kasteel van Borset
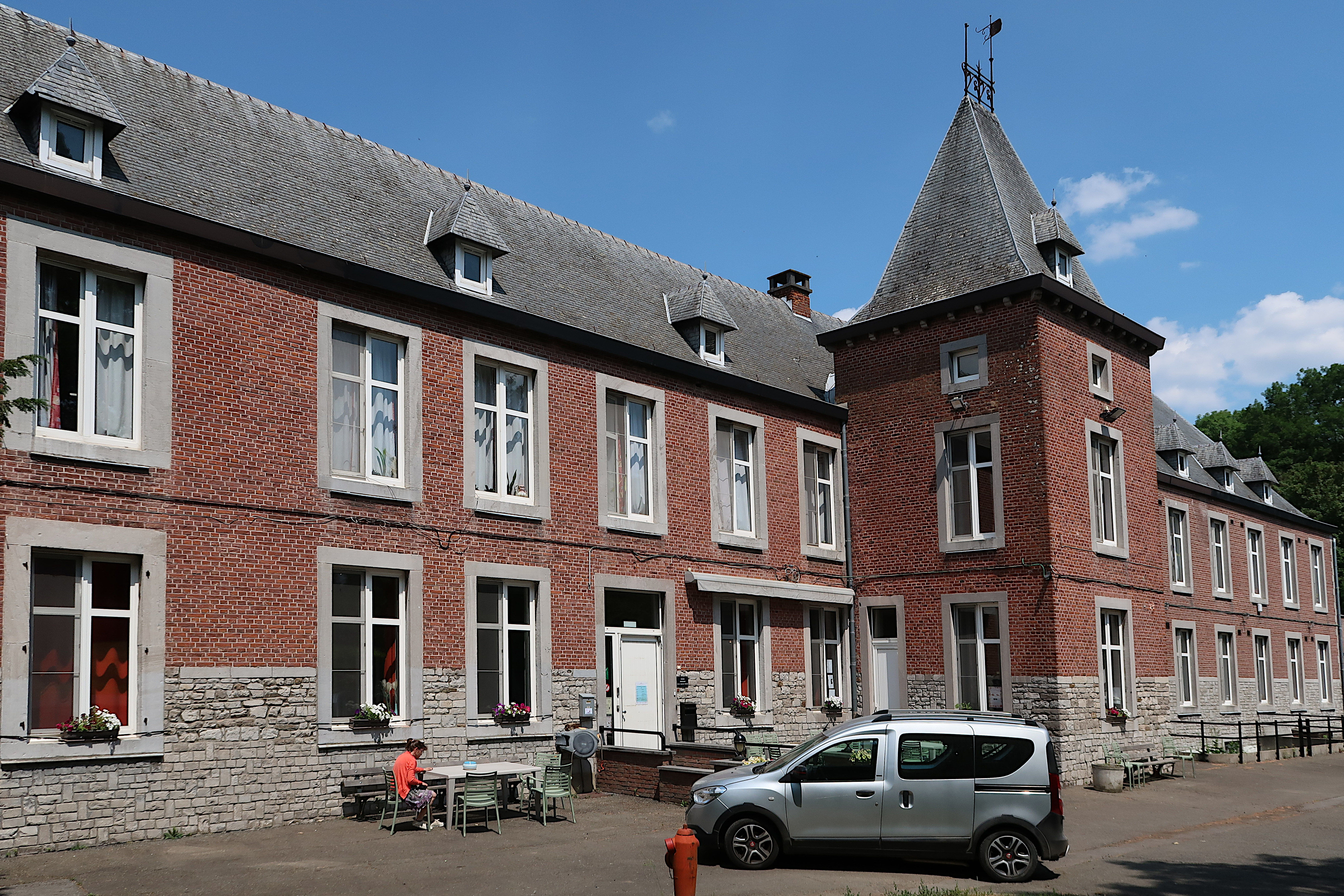
Kasteelboerderij van Grandgagnage

## Natuur en landschap
De hoogte aan de kerk van Vaux bedraagt 158 meter. 

## Demografische ontwikkeling
- Bronnen:NIS, Opm:1831 tot en met 1970=volkstellingen, 1976= inwoneraantal op 31 december

## Geboren
- Jules Giroul (1857-1820), volksvertegenwoordiger

## Nabijgelegen kernen
Vieux-Waleffe, Dreye, Warmant, Chapon-Seraing, Aineffe, Les Waleffes